# 진 민공
진 민공(陳 湣公, ? ~ 기원전 478년, 재위 : 기원전 501년 ~ 기원전 478년)은 중국 춘추 시대 진(陳)나라의 마지막 임금이다. 성은 규(嬀), 이름은 월(越)이다.

## 생애
아버지인 진 회공(懷公)이 죽자 그 뒤를 이었다.
진 민공은 초(楚)나라에서 백공(白公) 승(勝)이 반란을 일으키자 그 틈을 타서 초나라를 공격하였다. 그러나 초나라는 곧바로 반란을 평정하고 무성윤(武城尹) 공손 조(朝)에게 진나라에게 반격하게 하였다. 공손 조는 진나라의 보리를 벤 뒤 진 민공을 잡아 죽였고, 이로써 진나라는 멸망했다.